# 金日成大元帥万々歳
「金日成大元帥万々歳」（キムイルソンだいげんすいばんばんざい、朝鮮語: 김일성대원수 만만세）は、朝鮮民主主義人民共和国（北朝鮮）の楽曲である。北朝鮮では有名な曲の一つとして知られる。

## 概要
黄鎮泳（황진영）と李宗伍（리종오）が作詞と作曲を手掛け、1992年に発表された。
本作は、曲名にもある通り北朝鮮初代指導者である金日成を称えるものである。金日成が朝鮮民主主義人民共和国大元帥の称号を授与されたのが1992年4月のことであり、それを受けてこの曲が制作された。
また、本作には朝鮮中央テレビによって製作されたミュージック・ビデオが存在する（演奏・合唱は功勲国家合唱団）。